# 会津若松市オープンデータコンテスト
会津若松市オープンデータコンテストは福島県会津若松市が開催するオープンデータ活用を推進するためのコンテストである。アプリ・サービス部門、データ部門、アイデア部門、活動部門の4部門で構成される。

## 2014年
2014年開催では10月6日から12月12日までを応募期間として開催された。

### 応募総数
- アプリ・サービス部門 … 15件
- データ部門 … 9件
- アイデア部門 … 36件
- 活動部門 … 3件

応募総数 … 63件 

### 受賞作品
平成26年度会津若松市オープンデータコンテスト受賞作品 
- 最優秀賞
  - 「Shopping&Translate」（アプリ・サービス部門） - 会津大学（オープンアップラボ）
- 優秀賞
  - 「All Around」（アイデア部門） - All Around
  - 「会津若松市オープンストリートマップのデータ整備と普及」（活動部門） - OpenStreetMap Fukushima
- 部門賞
  - 「大字別年平均推移マップ」（アプリ・サービス部門） - ODF
  - 「会津若松市公共施設におけるAED設置場所」（データ部門） - tm3594
  - 「地域オープンデータを活用した盲導アプリ」（アイデア部門） - 8333
  - 「Open App Lab」（活動部門） - Open App Lab
- 奨励賞
  - 「仮想市民から始まる会津移住計画」（アイデア部門） - ZOKEI_AWP
  - 「補助金・税金控除検索」（アイデア部門） - 両毛LODプロジェクト
  - 「ゴミ分け名人」（アプリ・サービス部門） - pingineer
  - 「街灯マッピングin Aizu」（活動部門） - まりこ。

## 2015年
2015年7月10日から2015年11月12日まで開催された。

### 受賞作品
平成27年度会津若松市オープンデータコンテスト受賞作品 
- 最優秀賞
  - 「.maploy（マプロイ）」
- 優秀賞
  - 「さすけね」（アイデア部門）
  - 「あいずなび」
  - 「会津若松市内の公園情報オープンデータ化」（データ部門）
  - 「子どもの行事管理アプリ」（アイデア部門）
  - 「会津若松市　空間位置情報付き写真データの整備と普及」（活動部門）
- 奨励賞
  - 「Aizu Rally（会津ラリー）」（アプリ・サービス部門）
  - 「さぁ、会津のみんなで歩き出そう。Alqitus-アルキタス」（アイデア部門）
  - 「会津若松パーキングプロジェクト」（アプリ・サービス部門）
  - 「自由なOSMでハザードマップを作製してみました」（活動部門）